# Hauho

Hauhos vapen.

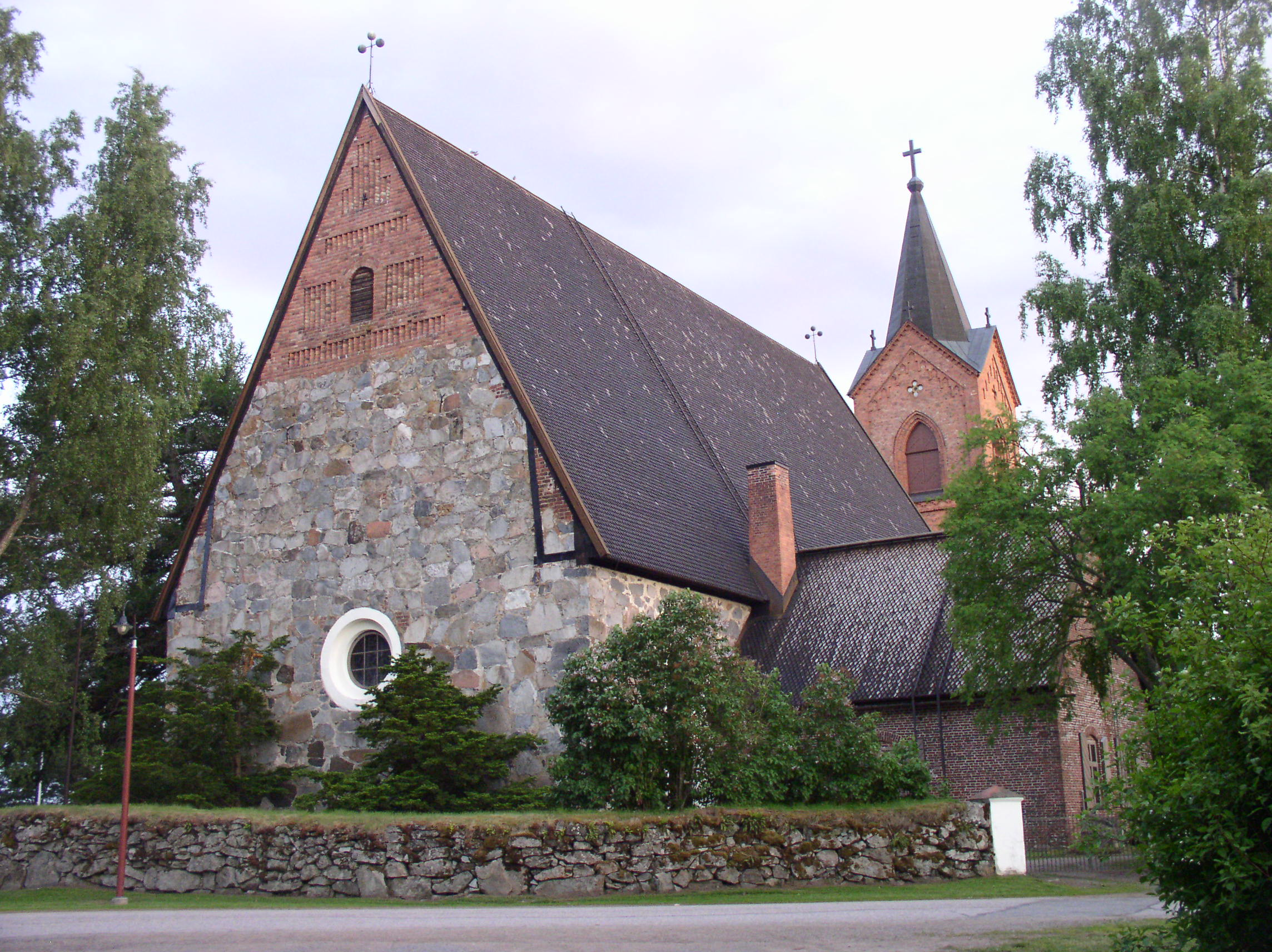
Hauho medeltidskyrka.

Hauho var en kommun i landskapet Egentliga Tavastland, Finland. År 2009 slogs kommunen samman med staden Tavastehus.
Hauho hade 3 934 invånare (2008) och har en yta på 443,37 km².
Hauho är enspråkigt finskt. Några egendomar i kommunen är Bobacka, Furuholm och Hovgård. Okerla är en by i Hauho.
Hauho kyrksockens ursprung torde med säkerhet kunna hänföras till mitten av 1200-talet. Socknen nämns första gången år 1329. Möjligen har Lampis varit ett kapell under Hauho men blev en självständig kyrksocken i slutet av 1300-talet. Tuulos kapell under Hauho bildades under andra hälften av 1400-talet och nämns första gången år 1478.
Orten har en tämligen välbevarad stenkyrka som uppfördes på 1500-talet. Långhuset är indelat i tre skepp. Flera medeltida inventarier finns bevarade.

## Politik

### Mandatfördelning i Hauho kommun, valen 1976–2004
| 2 | 8 | 7 | 2 | 8 |

| 2 | 8 | 7 |  | 9 |

|  | 8 | 9 | 9 |

|  | 9 | 8 | 9 |

|  | 9 | 7 | 10 |

| 7 | 9 | 11 |

| 5 | 8 | 8 |

| 5 | 7 | 9 |

| 13 | 8 |

## Kända personer från Hauho
- Jere Innala, ishockeyspelare
- Kirsti Karhi (1902–1981), skådespelare
- Johan Richard Danielson-Kalmari  (1853-1906), historiker och politiker.